# Strigoptera

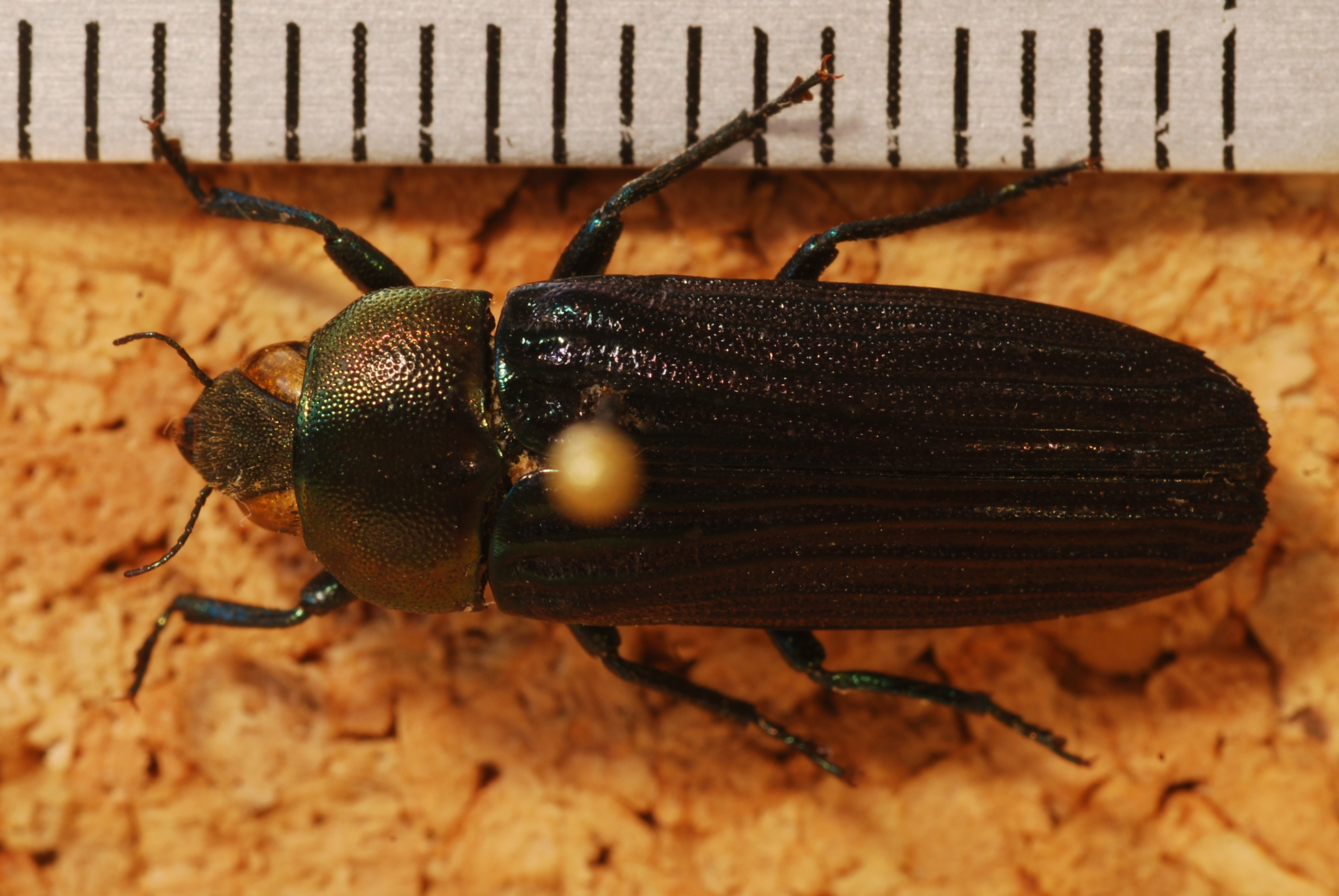
Strigoptera auromaculata

Strigoptera (лат.) — род жуков-златок из подсемейства Polycestinae. Известно около 10 видов.

## Распространение
Афротропика, Юго-Восточная Азия и Австралия.

## Описание
Strigoptera bimaculata распространена от Индии, Юго-Восточной Азии до северной Австралии. Вид связан с мангровыми зарослями (Hawkeswood 1988), хотя Hawkeswood et al. (2018) регистрируют вид из места в Таиланде, где соленые мангровые заросли отсутствуют. Мангровые деревья Ceriops tagal (Ризофоровые) и Camptostemon schultzii (Мальвовые/Bombacaceae) соответственно зарегистрированы как взрослые и личиночные хозяева в Австралии. Camptostemon schultzii обитает только в Северном Квинсленде, Северной Территории и на севере Западной Австралии, а Ceriops tagal имеет более обширное распространение, начиная с центрального побережья Западной Австралии, через прибрежную Северную Территорию и заканчивая юго-восточным Квинслендом. В Австралии произрастает более 40 видов мангровых деревьев, и, учитывая это разнообразие, а также разброс ареалов обитания и распространения Strigoptera bimaculata, ее присутствие в более высоких широтах может быть неудивительным. Глобальное потепление может повлиять на расширение ареала, особенно если Strigoptera bimaculata также сможет использовать Авиценнию морскую (Acanthaceae) (самый южный из австралийских видов мангровых деревьев) и другие субтропические виды, или если мангровые деревья-хозяева смогут расширить свой нынешний западный или восточный ареал в ответ на изменение климата.

## Систематика
Известно около 10 видов. Род входит в состав трибы PolycestiniLacordaire, 1857 из подсемейства Polycestinae.
- Strigoptera auromaculata (Saunders, 1867)
- Strigoptera bettoni (Waterhouse, 1904)
- Strigoptera bimaculata (Linnaeus, 1758)
- Strigoptera borneensis (Obenberger, 1924)
- Strigoptera cyanipennis (Deyrolle, 1864)
- Strigoptera fairmairei (Waterhouse, 1904)
- Strigoptera kubani Bellamy, 2006[5]
  - Castalia cyanipennis Thomson, 1878
  - Strigoptera cyanipennis (Thomson, 1878)
- Strigoptera obsoleta (Chevrolat, 1841)
- Strigoptera pulchra (Waterhouse, 1904)
- Strigoptera rubripennis (Thery, 1923)
- Strigoptera socotra Zabransky, 2005[6]